# I'm The One
«I'm The One» es una canción realizada por el grupo griego OtherView. Fue lanzada el 7 de junio de 2011, como descarga digital a través de iTunes.